# Helicodontium pseudolimnobium
Helicodontium pseudolimnobium är en bladmossart som beskrevs av Jean Édouard Gabriel Narcisse Paris 1896. Helicodontium pseudolimnobium ingår i släktet Helicodontium och familjen Fabroniaceae. Inga underarter finns listade i Catalogue of Life.